# Puderapparat
Der Puderapparat ist eine Vorrichtung in Druckmaschinen, um das Abliegen der frischen Druckbogen im Stapel zu verhindern.
Im Bogenoffsetdruck ist die Druckfarbe zu dem Zeitpunkt, an dem der Druckbogen auf dem Auslegestapel abgelegt ist, noch nicht völlig getrocknet. Das hat zur Folge, dass es zum Abschmieren, Abliegen und Verblocken der Bogen kommen kann. Unter Abschmieren ist das Verschmieren der Farbe zu verstehen, Abliegen bedeutet das Übertragen von Farbe auf den Folgebogen im Stapel und Verblocken nennt der Drucker das Zusammenkleben aufeinanderliegender Bogen. Um dies zu verhindern, wird durch den Puderapparat feiner Puder auf jeden Bogen gestäubt, damit sich die Bogen im Stapel nicht direkt berühren. Dabei wird zwischen grobem Puder für Karton und feinem Puder für Papier unterschieden. Die Menge des Puders kann der Drucker beliebig je nach Papiersorte und Farbauftrag selbst wählen.
Diese Puderbestäubung führt allerdings zu neuen Problemen wie Verschmutzung der Druckmaschine, Verlust an Glanz im Druckbild und möglichen Schwierigkeiten bei der Weiterverarbeitung. Speziell bei Druckerzeugnissen, die in einem weiteren Schritt per Digitaldruck personalisiert werden, kann der Puder zu Problemen beim Einzug des Papiers und zur Verschmutzung des digitalen Drucksystems führen.
Als Puder kommt hauptsächlich Stärke aus Mais oder auch Calciumcarbonat mit definierten Korngrößen zum Einsatz. Vom abgegebenen Puder gelangt allerdings nur ein kleiner Teil auf den Druckbogen. Je schneller die Maschine läuft, umso geringer ist die ankommende Pudermenge, während der Rest die Maschine im Auslagebereich verschmutzt.
Bei sehr langen Offsetmaschinen, wie z. B. einer 8-Farben-Maschine für den Schön- und Widerdruck, muss die Farbe auf dem Druckbogen frisch bleiben, um ein Aufbauen der Farbe auf dem Gegendruckzylinder zu vermeiden. Das führt zur erhöhter Problematik im Auslegestapel und zu verstärkter Puderung. Puderabsauganlagen entfernen hier große Mengen an überschüssigem Puder. Kritisch sind die Feinstaubanteile unter 10 µm Korngröße, da diese die Lunge schädigen können.  Auf Stärke basierende Puder-Luft-Gemische bergen zudem die Gefahr von Staubexplosionen. Man unterscheidet zwischen zwei Konstruktionsarten, dem Durchlaufbestäuber und dem Stapelbestäuber.